# Brian Schmidt

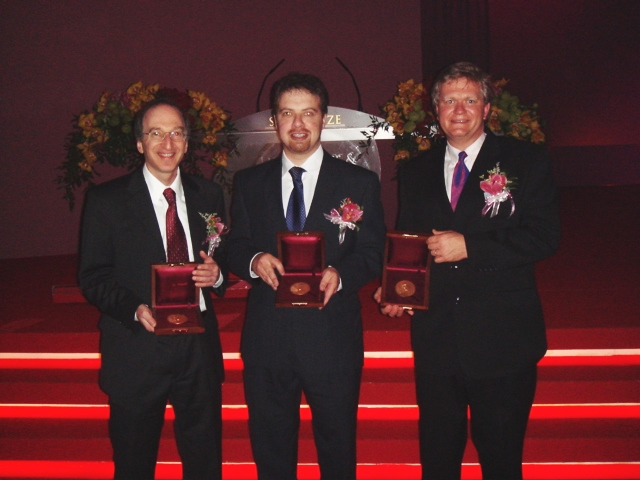
Saul Perlmutter, Adam Riess i Brian Schmidt rebent el Premi Shaw d'Astronomia l'any 2006.

Brian P. Schmidt és un astrofísic estatunidenc conegut per les seues investigacions sobre les supernoves.

## Biografia
Va néixer l'any 1967 a Missoula (Montana, els Estats Units), cursà estudis a la Bartlett High School d'Anchorage (Alaska), es va graduar a la Universitat d'Arizona el 1989, rebé el seu doctorat a la Universitat Harvard el 1993 (la seua tesi va ésser supervisada per Robert Kirshner), fou becari postdoctoral al Harvard-Smithsonian Center for Astrophysics (1993-1994) i es va traslladar a Camberra (Austràlia) l'any següent amb la seua muller australiana per poder treballar a l'observatori del Mount Stromlo el 1995. Més endavant, va dirigir l'equip d'investigació High-Z Supernova, el qual va mesurar l'expansió de l'Univers a través del temps fins a gairebé 8 milions d'anys llum en el passat. L'any 1998, aquest mateix equip, juntament amb el Projecte Supernova Cosmology, va trobar proves de l'acceleració de l'Univers en el seu procés d'expansió, la qual cosa li valgué el titular de "Descobriment revelació de l'any" a la revista Science. En l'actualitat, treballa com a astrofísic de la Universitat Nacional d'Austràlia a l'observatori del Mount Stromlo, és conegut per les seues investigacions en l'ús de les supernoves com a sondes cosmològiques i lidera el projecte del telescopi SkyMapper i el projecte associat Southern Sky Survey (Estudi del Cel Austral).

## Premis
L'any 2000 va rebre del govern australià el Premi Malcolm McIntosh i de la Universitat Harvard el Bok Prize. L'any 2001, l'Acadèmia Australiana de Ciències li va atorgar la Medalla Pawsey, mentre que la Societat Astronòmica de l'Índia li concedí la Medalla Vainu Bappu el 2002. El 2006 va compartir el premi Shaw d'Astronomia amb Adam Riess i Saul Perlmutter. El 2007, Schmidt i altres membres de l'equip High-Z Supernova Search Team van compartir el Premi Gruber Cosmology, dotat amb 500.000 dòlars estatunidencs, amb Saul Perlmutter -del Lawrence Berkeley National Laboratory- i el Supernova Cosmology Project per llur descobriment de l'expansió accelerada de l'Univers.
El 4 d'octubre del 2011, i ensems amb Saul Perlmutter i Adam Riess, fou guardonat amb el Premi Nobel de Física pels seus treballs sobre l'expansió accelerada de l'Univers (la meitat de les deu milions de corones sueques del premi -1,09 milions d'euros- fou per a Saul Perlmutter, mentre que l'altra meitat es va repartir entre Brian Schmidt i el nord-americà Adam Riess).

## Aficions
Brian Schmidt elabora vi i li agrada cuinar.